# پاسیفیک ۲۴
پاسیفیک ۲۴ (به انگلیسی: Pacific 24) یک کشتی است که طول آن 7.8 metres می‌باشد.